# Otus icterorhynchus
Otus icterorhynchus е вид птица от семейство Совови (Strigidae).

## Разпространение
Видът е разпространен в Габон, Гана, Гвинея, Камерун, Република Конго, Демократична република Конго, Кот д'Ивоар, Либерия и Централноафриканската република.